# Луґовіни
Луґовіни (пол. Ługowiny) — село в Польщі, у гміні Костшин Познанського повіту Великопольського воєводства.
У 1975-1998 роках село належало до Познанського воєводства.